# Football Manager
Football Manager (vaak afgekort tot FM) is een voetbalsimulatiespelserie ontwikkeld door het Britse Sports Interactive. In de spellen kruipt de speler in de huid van een voetbaltrainer van een bestaand of zelfgemaakt team. De speler heeft onder andere de leiding over de strategie, transfers en trainingsschema's. 
De serie ontstond nadat Championship Manager-ontwikkelaar Sports Interactive en software-uitgever Eidos Interactive in 2004 tot een breuk kwamen. Sports Interactive besloot vervolgens om een nieuwe voetbalmanagementserie te beginnen onder de naam Football Manager, terwijl Eidos de naam Championship Manager behield en zelf zijn eigen weg ging.
De spellen worden normaal gesproken uitgebracht in oktober/november. Voorafgaand aan de uitgave is er een ongeveer 2 weken durende betaperiode. Iedereen die de game ge-pre-ordered heeft, heeft vrij toegang tot de beta. 

## Spellen
| Release | Titel                 | Platform                                                             |
| ------- | --------------------- | -------------------------------------------------------------------- |
| 2004    | Football Manager 2005 | Mac OS X, Windows                                                    |
| 2005    | Football Manager 2006 | Mac OS X, PlayStation Portable, Windows, Xbox 360                    |
| 2006    | Football Manager 2007 | Mac OS X, PlayStation Portable, Windows, Xbox 360                    |
| 2007    | Football Manager 2008 | Mac OS X, PlayStation Portable, Windows, Xbox 360                    |
| 2008    | Football Manager Live | Mac OS X, Windows                                                    |
| 2008    | Football Manager 2009 | Mac OS X, PlayStation Portable, Windows                              |
| 2009    | Football Manager 2010 | iOS, Mac OS X, PlayStation Portable, Windows                         |
| 2010    | Football Manager 2011 | iOS, Mac OS X, PlayStation Portable, Windows                         |
| 2011    | Football Manager 2012 | Android, iOS, Mac OS X, PlayStation Portable, Windows                |
| 2012    | Football Manager 2013 | Android, iOS, OS X, PlayStation Portable, Windows                    |
| 2013    | Football Manager 2014 | Android, iOS, Linux, OS X, PlayStation Vita, Windows                 |
| 2014    | Football Manager 2015 | Android, iOS, Linux, OS X, Windows                                   |
| 2015    | Football Manager 2016 | Android, iOS, Linux, OS X, Windows                                   |
| 2016    | Football Manager 2017 | Android, iOS, Linux, macOS, Windows                                  |
| 2017    | Football Manager 2018 | Android, iOS, Linux, macOS, Nintendo Switch, Windows                 |
| 2018    | Football Manager 2019 | Android, iOS, Linux, macOS, Windows                                  |
| 2019    | Football Manager 2020 | Android, iOS, macOS, Nintendo Switch, Stadia, Windows                |
| 2020    | Football Manager 2021 | Android, iOS, macOS, Nintendo Switch, Windows, Xbox One, Xbox Series |
| 2021    | Football Manager 2022 | Android, iOS, macOS, Nintendo Switch, Windows, Xbox One, Xbox Series |